# Зеллер, Коди
Коди Аллен Зеллер (англ. Cody Allen Zeller; род. 5 октября 1992, Вашингтон, Индиана) — американский профессиональный баскетболист. Считался одним из самых талантливых игроков уровня колледжей, помимо этого отличается «баскетбольным интеллектом» и хорошим видением площадки. На драфт НБА 2013 года был выбран в первом раунде под общим 4-м номером командой «Шарлотт Бобкэтс».

## Школа
За первый сезон за школьную команду «Вашингтон Хэтчерс» Зеллер набирал в среднем 2,5 очка и совершал 1,4 подбора за игру, а также в составе класса завоевал титул чемпиона штата Индиана. В следующем сезоне Зеллер набирал в среднем 15,0 очков и совершал 6,8 подборов. На третьем году обучения в старшей школе показатели вновь улучшились и составили 20,5 очка и 11,4 подбора в среднем за матч. В этом же году Зеллер попал в символическую сборную штата для своего возраста. На четвёртом году обучения в старшей школе Коди набирал 24,6 очка за игру, совершал 13,1 подбор и отдавал 3,3 результативных передачи, а в составе «Хэтчерс» завоевал третий титул чемпиона штата. В двух матчах сборная штата Индиана одержала победу над сборной штата Кентукки. Летом 2011 года по программе подготовки игроков Атлетического союза штата Индиана Зеллер представлял сборную США-2011 в рамках турнира Adidas Nations Championship в Чикаго.
По итогам сезона 2011 года Зеллер получил титул «Мистер Баскетбол» штата Индиана, награду, которую ранее получали оба его старших брата. Зеллер стал 26-м обладателем титула, ранее выступавшим за «Хэтчерс». Также в сезоне 2011 года игрок попал в сборную McDonald’s All American, в составе которой набрал 10 очков, забрал три подбора и отдал три результативные передачи в Матче всех звёзд. Кроме вышеперечисленных наград, Зеллер также попадал во все сборные штата Индиана по версии Ассоциации тренеров штата, получал награду Игрок года Gatorade в Индиане, а также Parade All-American. По версии ESPN, Зеллер был 13-м лучшим игроком в своей возрастной категории в США в 2011 году. Рекрутинговая компания Scout.com поставила игрока на 12-е место среди школьников в США и на 3-е на своей позиции. По данным Rivals.com он находился соответственно на 15-м и 4-м местах.

## Колледж
12 ноября 2010 года Зеллер объявил о том, что будет выступать за команду «Индиана Хузерс», отклонив предложения из Северной Каролины и Батлера. Его заявление было воспринято как «спасение для баскетбола в Индиане». Тренер команды Том Крин отмечал: «Он наиболее интеллектуально одарённый парень, который когда-либо выступал в моей команде…».

### Первый сезон
В первом сезоне за «Хузерс» Зеллер лидировал в команде по количеству очков за матч (15,6) и подборов (6,6) с процентом попадания с игры 62,3 (200-из 321) и 75,5 (163 из 216) со штрафной линии. По проценту попадания с игры Зеллер стал 4-м игроком на своем уровне, лидируя в конференции Big Ten, а также став вторым в истории колледжа по этому показателю. Рейтинг игры в защите составил 126,8, а игрок стал 14-м по этому показателю в стране. В конференции Big Ten по итогам голосования тренеров Зеллер был отмечен наградой «Новичок года». Перед этим игрок семь раз выбирался новичком недели. В конференции Big Ten по итогам сезона был выбран во вторую сборную, а также в сборную новичков All-American. Зеллер попал в финал голосования на Новичка года и приза Уэймана Тисдэйла, был номинирован на получение наград Джона Вудена и Оскара Робертсона.
Стараниями Зеллера к предыдущему сезону показатели «Хузерс» улучшились, они выиграли на 15 матчей больше, став лучшей командой по этому показателю в NCAA. Также «Хузерс» получили четвёртый номер в турнире NCAA 2012 года и победили во втором раунде Нью-Мексико. После победы в третьем раунде над «Вирджиния Рамс», команда уступила «Кентукки Уайлдкэтс» — будущим чемпионам лиги.

### Второй сезон
Несмотря на прогнозы о том, что Зеллер может быть выбран в первом раунде Драфта НБА 2012 года, он вместе с товарищем по команде Кристианом Уотфордом решил остаться ещё на год в Индиане. В заявлении, которое выпустил Департамент игровых видов спорта Индианы, Коди отмечал: «Я рос с надеждой, что в один прекрасный день я смогу выступать в НБА, однако на сегодня я еще не готов к такой ответственности, а мои выступления за колледж пока не окончены… В этом году я хочу показать больше, чем в прошлом, на площадке и вне её. Передо мной Зал Славы колледжа и лучшие фанаты в США».
Частично благодаря заслугам Зеллера и его лидерских качеств «Хузерс» в сезоне 2012/2013 смогли стать чемпионом конференции Big Ten. Игрок стать третьим по результативности в конференции (16,8 очка) и вторым по подборам (8,2), по проценту попадания (57 %) в Big Ten уступив лишь товарищу по команде Виктору Оладипо.
По итогам сезона Зеллер был отмечен большим количеством наград. Ассоциация USBWA и Sporting News выбрали его во вторую и третью сборную All-American 2013 года. Тренеры и СМИ выбрали игрока в первую сборную All-Big Ten. Болельщики проголосовали за Зеллера в конкурсе на Лучшего игрока колледжей 2013.
По итогам второго сезона в колледже, Зеллер вместе с Виктором Оладипо решил выставить свою кандидатуру на драфт 2013 года. По прогнозам, игрок будет выбран на высоком пике, хотя может оказаться и в лотерее.

## Профессиональная карьера
В 2013 году выставил свою кандидатуру на драфт НБА и был выбран под четвёртым номером командой «Шарлотт Бобкэтс». В 82 матчах дебютного сезона в среднем набирал 6 очков, совершал 4,3 подбора и отдавал 1,1 передачу за 17,3 минуты на площадке. 22 мая 2014 года был выбран во вторую сборную новичков сезона НБА.
6 июля 2023 года Зеллер подписал контракт с командой «Нью-Орлеан Пеликанс».
6 июля 2024 года Зеллер, Ларри Нэнс (младший), И Джей Лидделл, Дайсон Дэниелс, пик первого раунда драфта 2025 года от «Лейкерс» и пик первого раунда драфта 2027 года были обменены в «Атланту Хокс» на Деджонте Мюррея. Зеллер был приобретен в результате сделки формата «сайн-энд-трейд».
6 февраля 2025 года Зеллер и выбор второго раунда драфта 2028 года были обменены в «Хьюстон Рокетс» на права на драфт Альфа Каба.

## Личная жизнь
Зеллер родился в городе Вашингтон, штат Индиана, он является племянником бывшего игрока НБА Эла Эберхада. У Коди два старших брата — центровой «Денвер Наггетс» Тайлер Зеллер и центровой, свободный агент Люк Зеллер. Несмотря на большие ожидания от игрока, сам Коди отличается спокойным характером и ждет своего «звёздного часа».

## Статистика

### Статистика в НБА
| Сезон                                                                                    | Команда    | Регулярный сезон | Регулярный сезон | Регулярный сезон | Регулярный сезон | Регулярный сезон | Регулярный сезон | Регулярный сезон | Регулярный сезон | Регулярный сезон | Регулярный сезон | Регулярный сезон | Серия плей-офф | Серия плей-офф | Серия плей-офф | Серия плей-офф | Серия плей-офф | Серия плей-офф | Серия плей-офф | Серия плей-офф | Серия плей-офф | Серия плей-офф | Серия плей-офф |
| Сезон                                                                                    | Команда    | GP               | GS               | MPG              | FG%              | 3P%              | FT%              | RPG              | APG              | SPG              | BPG              | PPG              | GP             | GS             | MPG            | FG%            | 3P%            | FT%            | RPG            | APG            | SPG            | BPG            | PPG            |
| ---------------------------------------------------------------------------------------- | ---------- | ---------------- | ---------------- | ---------------- | ---------------- | ---------------- | ---------------- | ---------------- | ---------------- | ---------------- | ---------------- | ---------------- | -------------- | -------------- | -------------- | -------------- | -------------- | -------------- | -------------- | -------------- | -------------- | -------------- | -------------- |
| 2013/14                                                                                  | Шарлотт    | 82               | 3                | 17,3             | 42,6             | 0,0              | 73,0             | 4,3              | 1,1              | 0,5              | 0,5              | 6,0              | 4              | 0              | 13,2           | 33,3           | -              | 50,0           | 2,3            | 0,5            | 0,0            | 0,8            | 2,0            |
| 2014/15                                                                                  | Шарлотт    | 62               | 45               | 24,0             | 46,1             | 100,0            | 77,4             | 5,8              | 1,6              | 0,5              | 0,8              | 7,6              | Не участвовал  | Не участвовал  | Не участвовал  | Не участвовал  | Не участвовал  | Не участвовал  | Не участвовал  | Не участвовал  | Не участвовал  | Не участвовал  | Не участвовал  |
| 2015/16                                                                                  | Шарлотт    | 73               | 60               | 24,3             | 52,9             | 10,0             | 75,4             | 6,2              | 1,0              | 0,8              | 0,9              | 8,7              | 7              | 2              | 19,6           | 55,3           | -              | 81,0           | 5,3            | 0,3            | 0,1            | 0,4            | 8,4            |
| 2016/17                                                                                  | Шарлотт    | 62               | 58               | 27,8             | 57,1             | 0,0              | 67,9             | 6,5              | 1,6              | 1,0              | 0,9              | 10,3             | Не участвовал  | Не участвовал  | Не участвовал  | Не участвовал  | Не участвовал  | Не участвовал  | Не участвовал  | Не участвовал  | Не участвовал  | Не участвовал  | Не участвовал  |
| 2017/18                                                                                  | Шарлотт    | 33               | 0                | 19,0             | 54,5             | 66,7             | 71,8             | 5,4              | 0,9              | 0,4              | 0,6              | 7,1              | Не участвовал  | Не участвовал  | Не участвовал  | Не участвовал  | Не участвовал  | Не участвовал  | Не участвовал  | Не участвовал  | Не участвовал  | Не участвовал  | Не участвовал  |
| 2018/19                                                                                  | Шарлотт    | 49               | 47               | 25,4             | 55,1             | 27,3             | 78,7             | 6,8              | 2,1              | 0,8              | 0,8              | 10,1             | Не участвовал  | Не участвовал  | Не участвовал  | Не участвовал  | Не участвовал  | Не участвовал  | Не участвовал  | Не участвовал  | Не участвовал  | Не участвовал  | Не участвовал  |
| 2019/20                                                                                  | Шарлотт    | 58               | 39               | 23,1             | 52,4             | 24,0             | 68,2             | 7,1              | 1,5              | 0,7              | 0,4              | 11,1             | Не участвовал  | Не участвовал  | Не участвовал  | Не участвовал  | Не участвовал  | Не участвовал  | Не участвовал  | Не участвовал  | Не участвовал  | Не участвовал  | Не участвовал  |
| 2020/21                                                                                  | Шарлотт    | 48               | 21               | 20,9             | 55,9             | 14,3             | 71,4             | 6,8              | 1,8              | 0,6              | 0,4              | 9,4              | Не участвовал  | Не участвовал  | Не участвовал  | Не участвовал  | Не участвовал  | Не участвовал  | Не участвовал  | Не участвовал  | Не участвовал  | Не участвовал  | Не участвовал  |
| 2021/22                                                                                  | Портленд   | 27               | 0                | 13,1             | 56,7             | 0,0              | 77,6             | 4,6              | 0,8              | 0,3              | 0,2              | 5,2              | Не участвовал  | Не участвовал  | Не участвовал  | Не участвовал  | Не участвовал  | Не участвовал  | Не участвовал  | Не участвовал  | Не участвовал  | Не участвовал  | Не участвовал  |
| 2022/23                                                                                  | Майами     | 15               | 2                | 14,4             | 62,7             | 0,0              | 68,6             | 4,3              | 0,7              | 0,2              | 0,3              | 6,5              | 21             | 0              | 8,3            | 57,1           | -              | 40,0           | 2,3            | 0,3            | 0,1            | 0,2            | 2,2            |
| 2023/24                                                                                  | Нью-Орлеан | 43               | 0                | 7,4              | 41,9             | 33,3             | 60,5             | 2,6              | 0,9              | 0,2              | 0,1              | 1,8              | Не участвовал  | Не участвовал  | Не участвовал  | Не участвовал  | Не участвовал  | Не участвовал  | Не участвовал  | Не участвовал  | Не участвовал  | Не участвовал  | Не участвовал  |
|                                                                                          | Всего      | 552              | 275              | 20,9             | 52,0             | 22,0             | 72,7             | 5,7              | 1,3              | 0,6              | 0,6              | 7,9              | 32             | 2              | 11,4           | 53,7           | -              | 62,5           | 2,9            | 0,3            | 0,1            | 0,3            | 3,5            |
| Наведите курсор мыши на аббревиатуры в заголовке таблицы, чтобы прочесть их расшифровку. |            |                  |                  |                  |                  |                  |                  |                  |                  |                  |                  |                  |                |                |                |                |                |                |                |                |                |                |                |

### Статистика в колледже
| Сезон                                                                                   | Команда | GP | GS | MPG  | FG%  | 3P% | FT%  | RPG | APG | SPG | BPG | PPG  |  |
| --------------------------------------------------------------------------------------- | ------- | -- | -- | ---- | ---- | --- | ---- | --- | --- | --- | --- | ---- |  |
| 2011/12                                                                                 | Индиана | 36 | 36 | 28,5 | 62,3 | 0,0 | 75,5 | 6,6 | 1,3 | 1,3 | 1,2 | 15,6 |  |
| 2012/13                                                                                 | Индиана | 36 | 36 | 29,5 | 56,2 | 0,0 | 75,7 | 8,0 | 1,3 | 1,0 | 1,3 | 16,5 |  |
|                                                                                         | Всего   | 72 | 72 | 29,0 | 59,1 | 0,0 | 75,6 | 7,3 | 1,3 | 1,2 | 1,2 | 16,1 |  |
| Наведите курсор мыши на аббревиатуры в заголовке таблицы, чтобы прочесть их расшифровку |         |    |    |      |      |     |      |     |     |     |     |      |  |